# Amelia Windsor
Lady Amelia Windsor, née le 24 août 1995 à Cambridge, est une personnalité britannique, et membre de la famille royale.

## Biographie
Amelia Windsor est née le 24 août 1995 à l'hôpital Rosie de Cambridge en Angleterre. Benjamine des enfants du comte et de la comtesse de St Andrews, elle est la petite-fille du prince Edward, duc de Kent, cousin germain de la reine Élisabeth II, et l'arrière-arrière petite-fille du roi George V. Depuis 2025, elle est 44e dans l'ordre de succession au trône britannique. Elle a un frère et une sœur aînés, Edward et Marina. Elle compte parmi les filleules du roi Charles III.
Conformément à l'acte d'établissement protestant de 1701, son père a été retiré de l'ordre de succession britannique à la suite de son mariage catholique. À la suite de la loi sur la succession de la couronne britannique de mars 2015, son père a retrouvé ses droits et se place dans l'ordre de succession, seulement son frère Edward et sa sœur Marina demeurent exclus de l'ordre de succession en raison de leur confession catholique.

## Éducation et Carrière
Elle suit sa scolarité au pensionnat catholique pour jeunes filles St Mary's School Ascot, dans le Berkshire, par la suite elle étudie l'histoire de l'art, le latin et le français à l'université d'Édimbourg. Lady Amelia est passionnée de mode et de théâtre.  
Le 30 novembre 2013, elle fait partie des vingt jeunes femmes sélectionnées du Bal des Débutantes de l'hôtel de Crillon à Paris. 
Dans son numéro d'avril 2016, le magazine Tatler lui décerne le titre de « plus belle femme de la famille royale britannique ». Elle fait une apparition remarquée lors de la célébration du 90e anniversaire de la reine Élisabeth II, le 10 juin 2016, en portant une tenue signée Chanel et estimée à 10 000 euros,.
Elle exerce les métiers de mannequin et journaliste de mode.